# Gua Tambun
Koordinaten: 4° 36′ 11″ N, 101° 7′ 48″ O
Gua Tambun (malai. für „Tambun-Höhle“) ist ein Felsdach auf der malaiischen Halbinsel. Es liegt im Nordwesten des malaysischen Bundesstaates Perak. Die Fundstelle ist durch ihre einfarbigen Felsmalereien bekannt, die zu den ältesten Malaysias gehören und dem örtlichen Neolithikum (2.500 bis 500 v. Chr.) zugewiesen werden. Die Darstellungen bestehen aus tierischen, menschlichen und pflanzlichen Elementen, hinzu kommt ein hoher Anteil abstrakter Zeichen.

## Lage
Gua Tambun befindet sich etwa einen Kilometer östlich von Ipoh, der Hauptstadt des malaysischen Bundesstaates Perak im Kinta-Tal nahe der Ortschaft Tambun im Distrikt Kinta. Das Felsdach oder Abri gehört zum Gunung Panjang („Langer Berg“), einem hoch aufragenden, einzeln stehenden Berg aus Kalkstein. An dessen Westseite zum Kinta-Tal hin befindet sich 30 m über dem Niveau der Talsohle ein großer Felsüberhang, der als Gua Tambun bezeichnet wird. Der Felsüberhang erstreckt sich auf einer Länge von 120 m von Nord nach Süd und ragt bis zu 20 m vor, seine Höhe liegt ebenfalls bei 20 m.

## Forschungsgeschichte
Bis zur Mitte des 20. Jahrhunderts dienten der Berg und der Felsüberhang teilweise als Steinbruch. Im Mai des Jahres 1959 entdeckte R. M. Rawlings die Malereien. J. M. Matthews fertigte im selben Jahr eine umfangreiche Beschreibung über die Darstellungen an. Er führte im selben Jahr auch eine kleine Grabung durch, wobei er drei archäologische Schnitte anlegte, die etwa in der Mitte des Abris lagen und heute noch als kleine Vertiefung sichtbar sind. Bei diesen Untersuchungen konnten mehrere rotfarbene Steingeräte und tierische Überreste geborgen werden, die wohl der Hoabinh-Kultur zugewiesen werden (12.000 bis 2.000 v. Chr.). Lange Zeit blieben der Felsüberhang und seine Abbildungen unbeachtet, erst 1976 wurde ihre archäologische Bedeutung von den malaiischen Behörden erkannt. Weitere Untersuchungen fanden in den 1980er Jahren statt, wobei eine sehr genaue Beschreibung von Paul Faulstich aus dem Jahr 1984 vorgelegt wurde. Im Jahr 2005 wurden die Felsmalereien als öffentliches Denkmal ausgewiesen (Heritage Act 2005). Die jüngsten Untersuchungen bisher erfolgten 2009, bei denen zahlreiche neue Abbildungen entdeckt werden konnten.

## Felszeichnungen

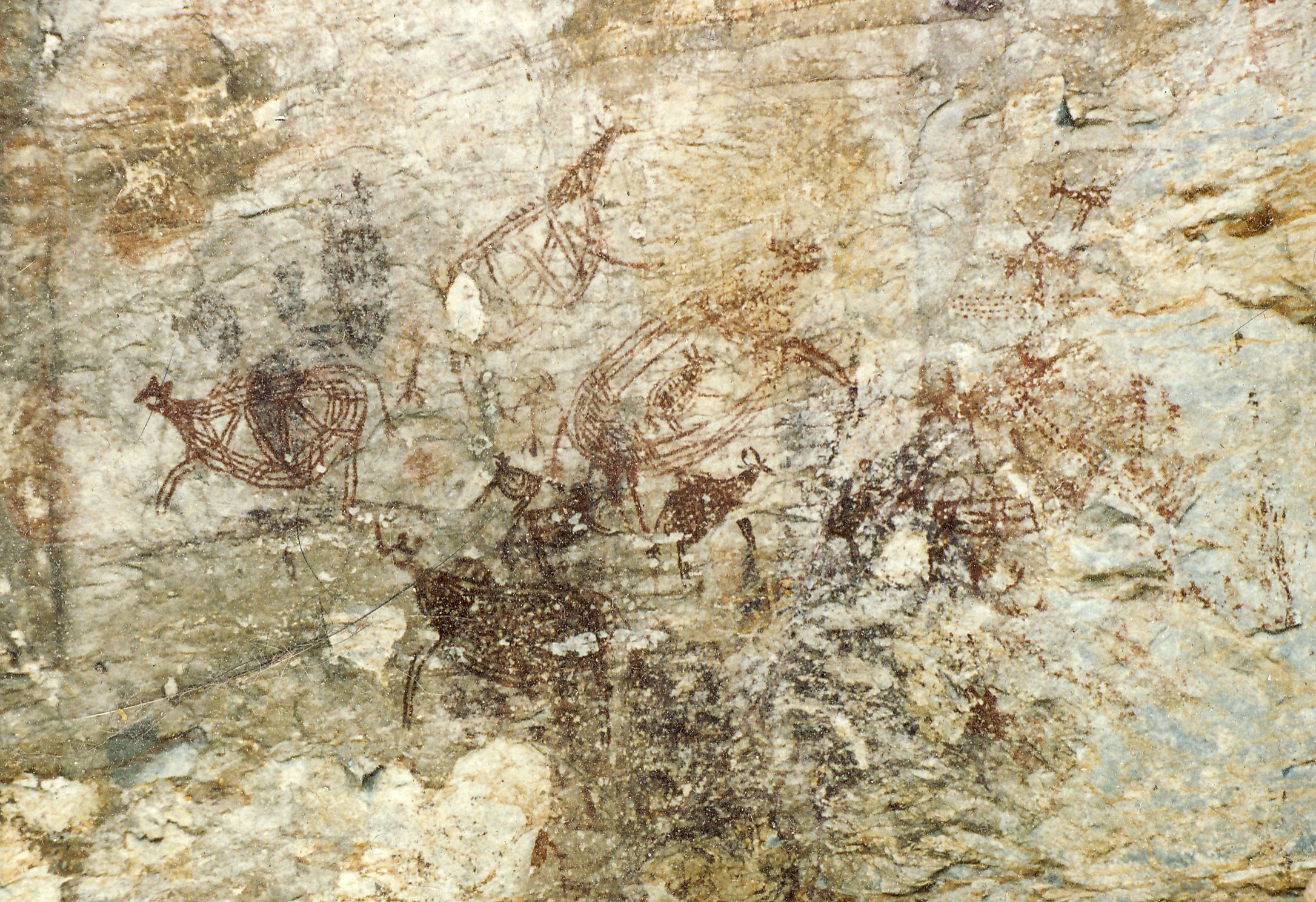
Tierdarstellungen in Panel C.

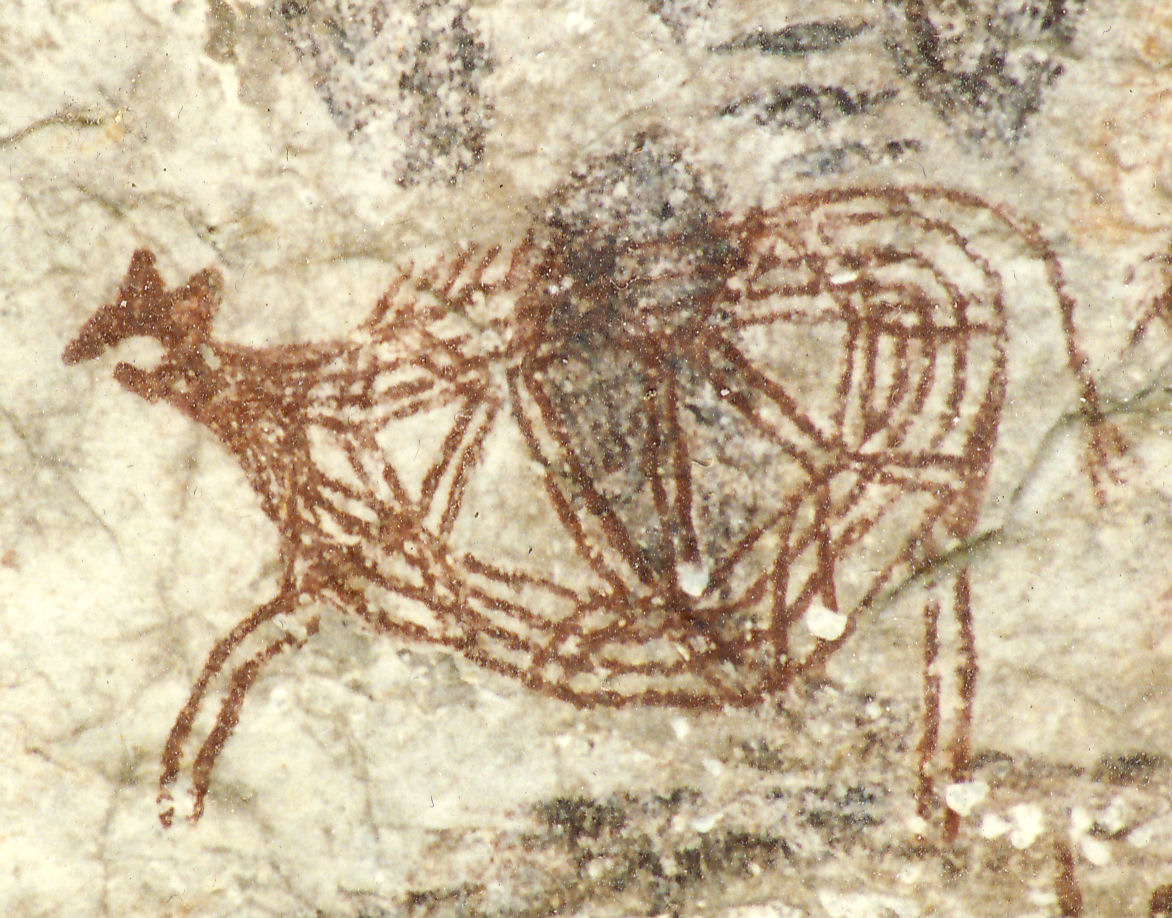
Beispiel einer Tierdarstellung im „Röntgenstil“ im Panel C.

Die Malereien sind im monochromen (einfarbigen) Stil gehalten und bestehen aus rötlichen, bräunlichen und orangefarbenen Pigmenten, wobei die rotfarbenen bei weitem überwiegen. Sie wurden aus Hämatit angefertigt, der chemischen Analysen zufolge lokal aus stark eisenhaltigen Sedimenten gewonnen wurde. Die Erhaltung der Abbildung ist aufgrund von Verwitterung, Exfoliation und anthropogenen Einflüssen schlecht, Teile der Abbildungen sind stark ausgewaschen.
Die Anzahl der Abbildungen wurde ursprünglich mit 24 bis 50 Einzelbildern angegeben, die neueren Untersuchungen erbrachten aber wenigstens 500 einzelne Bildelemente, was Gua Tambun zu einem der umfangreichsten Plätze mit prähistorischen Malereien in Malaysia macht. Die Zeichnungen sind in insgesamt zehn Panels (Panel A bis J) angeordnet, wobei die sechs letzten Gruppen erst durch die neuen Untersuchungen im Jahr 2009 entdeckt wurden und allgemein recht klein gehalten sind. Am bedeutendsten ist Panel C, das etwa 10 m Länge und 4 m Höhe erreicht und sich 6 m über dem Bodenniveau befindet. Es enthält allein rund 400 Abbildungen, die hier weitgehend in roten Farben aufgetragen sind. Unter Zeichnungen fallen vor allem die zoomorphen Figuren auf, die häufig lokal vorkommende Tiere darstellen. Sie vereinen rund 8 % aller Zeichnungen von Gua Tambun, bedecken aber mehr als die Hälfte der genutzten Fläche. Hervorzuheben ist dabei der „Röntgenstil“ für einen Teil der Tierdarstellungen. Einige Tiere können aufgrund von hornartigen „Auswüchsen“ als Muntjak- und Sambarhirsch interpretiert werden, andere bilden möglicherweise Warane und Schildkröten ab. Mehrfach sind auch Fische aus der Gruppe der Welsartigen (wahrscheinlich der lokal vorkommende Froschwels) wiedergegeben. Des Weiteren lassen sich anthropomorphe Figuren beobachten, die im Gegensatz zu den Tierabbildungen deutlich stilisierter erscheinen. Hierunter fallen Figuren mit einer  „tanzenden“ Pose. Andere wiederum repräsentieren wohl Mischwesen, wie eine menschenähnliche Vogelfigur nahelegt. Gut 3 % der Felszeichnungen sind den anthropomorphen Figuren zuordenbar. Einen ähnlich hohen Anteil weisen floristische Elemente auf, darunter Abbildungen meist unbestimmter Früchte.
Neben den eindeutigen Stilelementen kommen vor allem in den übrigen Panels häufig abstrakte Zeichen und geometrische Figuren vor. Beide Formengruppen zusammen erreichen mit über 70 % den höchsten Anteil aller Darstellungen in Gua Tambun, bedecken aber nur rund ein Drittel der bemalten Wandfläche. Typisch sind Winkelmuster wie in Panel D, Linien, die in markanten Dreiergruppen auftreten oder oval geformte Zeichen, die in Sechser- und Siebenergruppen angeordnet sind. Singulär in Gua Tambun sind die Abbildungen in Panel J, welche in weißer Farbe auf schwarz gehaltenem Untergrund angebracht wurden und eher an Petroglyphen erinnern. Ihre Bedeutung ist unbekannt.

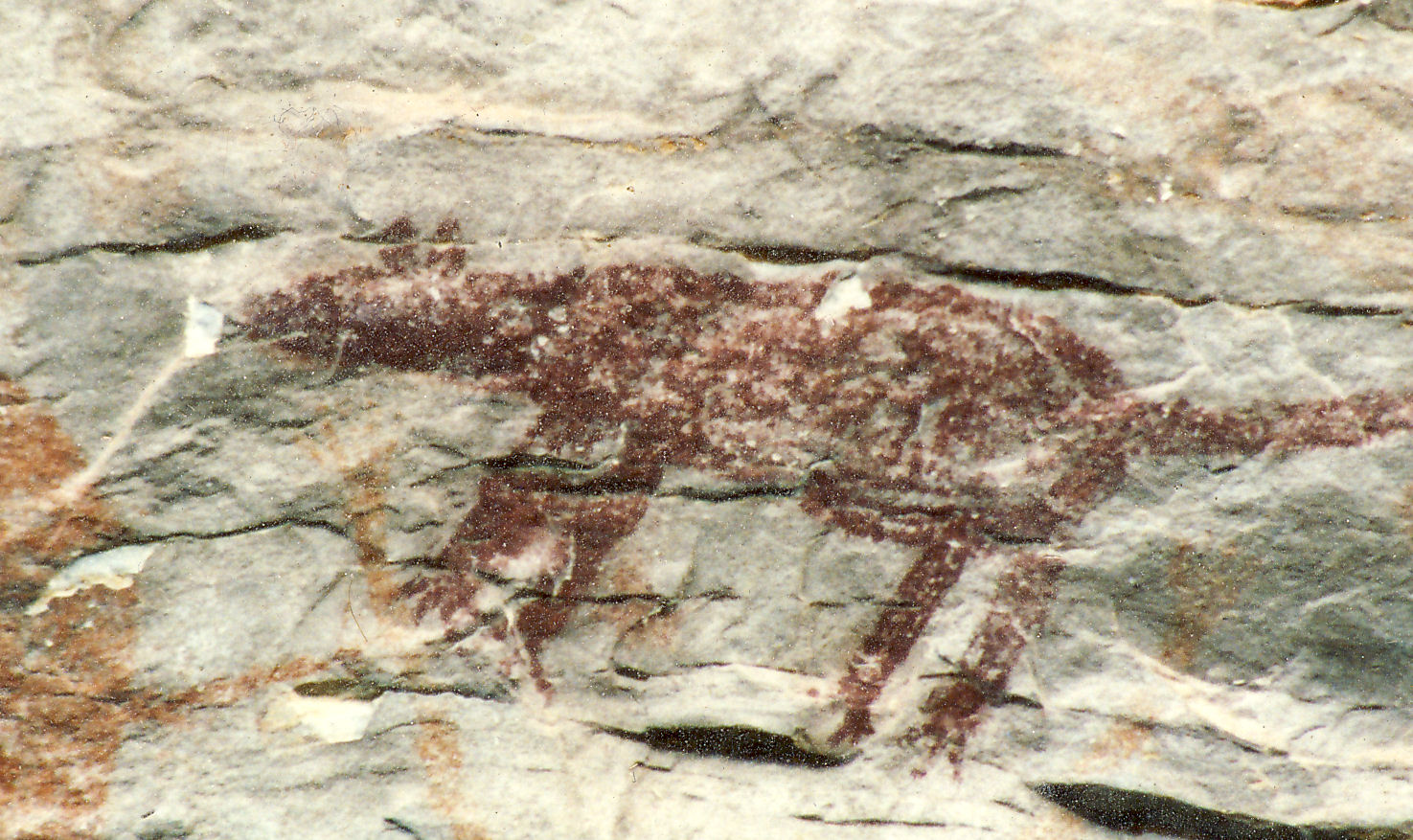
Tierdarstellung in Panel C
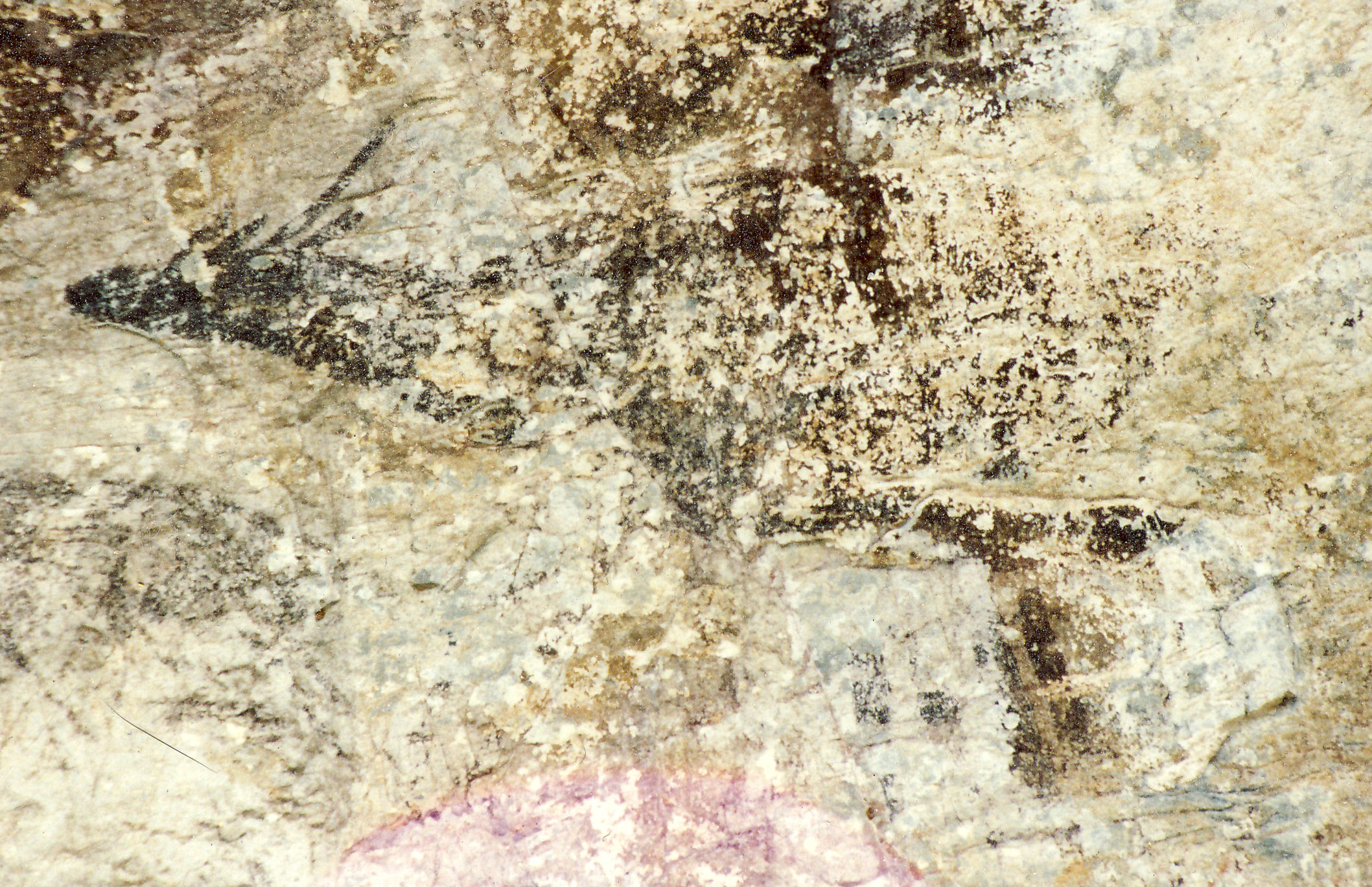
Schlecht erhalten Tierdarstellung, möglicherweise eines Muntjaks in Panel C
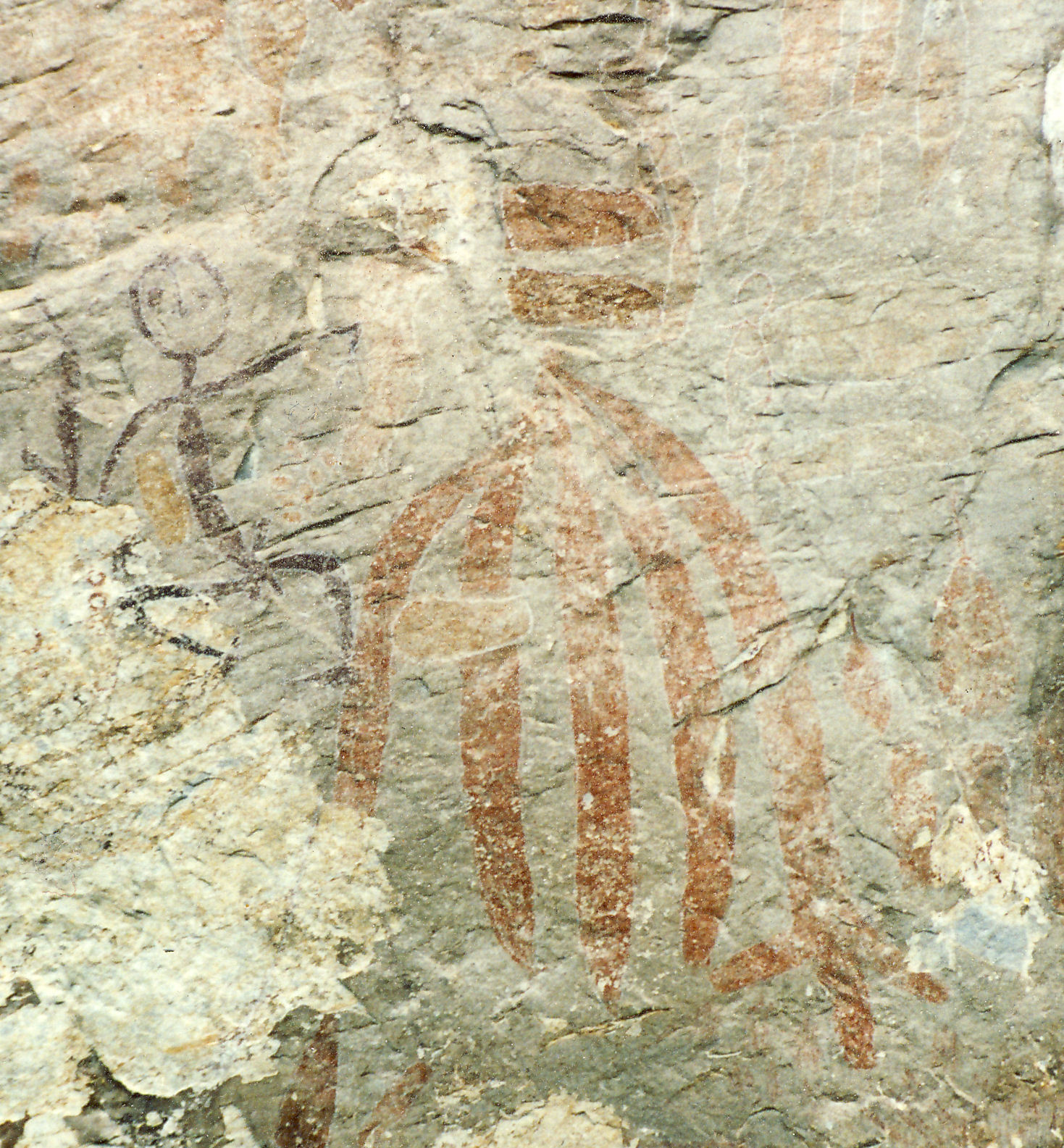
Abstrakte Symbole und stilisierte Menschenfigur

## Zuordnung und Bedeutung
Über die Urheberschaft der Zeichnungen ist wenig bekannt, möglicherweise gehen sie aber auf die ursprüngliche Senoi-Bevölkerung zurück. Allgemein werden sie dem örtlichen Neolithikum (2.500 bis 500 v. Chr.) zugewiesen, das aber bisher nur wenig untersucht wurde, jedoch durch schnurverzierte Keramik, wie einige Fundstellen im benachbarten Thailand zeigen, charakterisiert ist. Einzelne solcher Scherben wurden im ursprünglich anstehenden, bis zu 2 m mächtigen Sediment, welches aber durch die Steinbrucharbeiten entfernt wurde, ebenfalls gefunden. Radiometrische Untersuchungen sind bisher nicht durchgeführt worden, Experten zufolge würden die modernen anthropogenen Beschädigungen die Daten zu stark verfälschen. Stilistisch sind kaum Vergleiche mit anderen Felsmalereien in Südostasien möglich, eher bestehen noch Ähnlichkeiten zu solchen aus Australien oder Indien, wodurch die Eigenstellung von Gua Tambun hervorgehoben wird.